# Viking River Cruises
Viking River Cruises ist ein weltweit agierender Anbieter von Flusskreuzfahrten mit Hauptsitz in Basel. Bis Ende 2013 bestand mit der Viking Flusskreuzfahrten GmbH auch eine deutsche Niederlassung in Köln, die geschlossen wurde, um sich auf die lukrativeren englischsprachigen Märkte zu konzentrieren. Viking River Cruises ist eines der weltweit grössten Flusskreuzfahrt-Unternehmen. Mit Viking Ocean Cruises wird auch eine Schwestermarke für Hochseekreuzfahrten betrieben.

## Unternehmen
Torstein Hagen, späterer Generaldirektor und Präsident des Verwaltungsrats (Stand Ende 2019), gründete im Jahr 1997 Viking River Cruises in Russland.
Im ersten Geschäftsjahr operierte das Unternehmen mit vier Schiffen auf verschiedenen russischen Flüssen. 1999–2001 folgte ein Neubauprogramm mit acht Flusskreuzfahrtschiffen. Im Januar 2000 übernahm Viking ausserdem die KD Deutsche Flusskreuzfahrten mit ihren neun Schiffen von Köln-Düsseldorfer und erweiterte das Angebot auf ukrainische und französische Flüsse sowie auf Donau, Elbe, Rhein, Main und Mosel. 2001 erfolgte mit der Eröffnung eines Büros in Los Angeles der Sprung in die USA. 2004 führte das erste Viking-Flusskreuzfahrtschiff auf dem Jangtse in China ein. Im Oktober 2006 kam der ägyptische Nil hinzu. In Ägypten kooperierte Viking River Cruises mit der Mövenpick Hotels & Resorts und nutzte für seine Gäste als Nil-Kreuzfahrtschiff das Mövenpick M/S Royal Lotus, ab November 2007 das Mövenpick M/S Royal Lily. Mittlerweile sind in Ägypten keine Schiffe von Mövenpick mehr für Viking River Cruises unterwegs.
Im Jahr 2006 gingen zwei neue Schiffe in Dienst: im Februar 2006 die Viking Century Su für Fahrten auf dem Jangtse und im März 2006 die Viking Helvetia für den Einsatz auf dem Rhein.
Die Viking Legend befuhr ab Mai 2009 für den US-Markt die Flüsse Rhein, Main und Donau. Als erstes Binnen-Kreuzfahrtschiff mit Diesel-elektrischem Antrieb in diesem Fahrgebiet soll die Viking Legend nach Angaben der Reederei rund 20 Prozent weniger Kraftstoffverbrauch haben und geräuscharm fahren.
Als grösstes und bestes Schiff auf dem Mekong wurde die Viking Mekong konzipiert, die seit Januar 2010 Flüsse in Vietnam und Kambodscha befährt sowie De-Luxe-Kabinen und Suiten für 120 Passagiere hat. Darüber hinaus führte das Unternehmen Viking zwischen 2009 und 2018 Flusskreuzfahrten auf dem Nassersee in Ägypten durch. Wie auf dem Nil kooperierte das Unternehmen hier mit Mövenpick und bot eine Flusskreuzfahrt auf dem Mövenpick M/S Prince Abbas an.
Mitte September 2008 konnte Viking Flusskreuzfahrten einen Rechtsstreit für sich entscheiden. Die 1. Handelskammer des Landgerichts Köln urteilte, dass die Viking Flusskreuzfahrten GmbH aufgrund eines im Jahr 2000 geschlossenen Vertrages die Inhaberin der Rechte an dem Markenzeichen KD für den Bereich Flusskreuzfahrten ist. Somit unterlag die KD AG, die die Marke für ihre Flusskreuzfahrtsparte verwendet hatte.
Klaus Zimmer und Alfonso Escobar haben im Frühjahr 2013 die Geschäftsführung der Viking Flusskreuzfahrten GmbH von Guido Laukamp, der das Unternehmen verlassen hat, übernommen. 2015 startete die Hochseesparte Viking Ocean Cruises mit dem ersten Schiff, der Viking Star. Bis 2022 soll die Flotte auf acht Schiffe anwachsen.
Infolge der COVID-19-Pandemie teilte Viking River Cruises im März 2020 die vorübergehende Einstellung des Fahrbetriebes bis Mai 2020 mit.

## Kreuzfahrten auf mehreren Kontinenten
Kreuzfahrten werden in Europa, Russland/Ukraine, Ägypten und Volksrepublik China angeboten. Zu den hauptsächlich befahrenen Flüssen zählen in Europa Rhein, Elbe, Main, Donau, Mosel, Seine, Dnepr, Wolga, Rhone und Douro. Als Verbindung des Flusssystems des Rheins mit der Donau wird auch der Main-Donau-Kanal befahren. In Nordafrika werden der Nil und der Nassersee befahren. In China sind Viking-Passagierschiffe auf dem Jangtse, in Südostasien auf dem Irrawaddy und dem Mekong im Einsatz. Im Mittelpunkt der Reisen stehen die Landschaften und Kulturgüter. Entsprechend werden zahlreiche UNESCO-Welterbestätten in den Fahrplänen und Programmen berücksichtigt.

## Flotte
In Europa besteht die Flotte von Viking River Cruises überwiegend aus fast baugleichen Schiffen einer Baureihe, den Viking Longships, einer Baureihe von insgesamt 65 Schiffen, die zwischen 2012 und 2021 abgeliefert wurden. Aus dem Finanzierungspaket der KfW IPEX-Bank für zwölf Fahrzeuge lässt sich rückschliessen, dass jedes Schiff rund 24 Millionen Euro gekostet hat.

### Europa
In Europa betreibt das Unternehmen Kabinenfahrgastschiffe der Typen Elbe Ships, Viking Longships, Douro Ships und Seine Ships.

### Russland und Ukraine

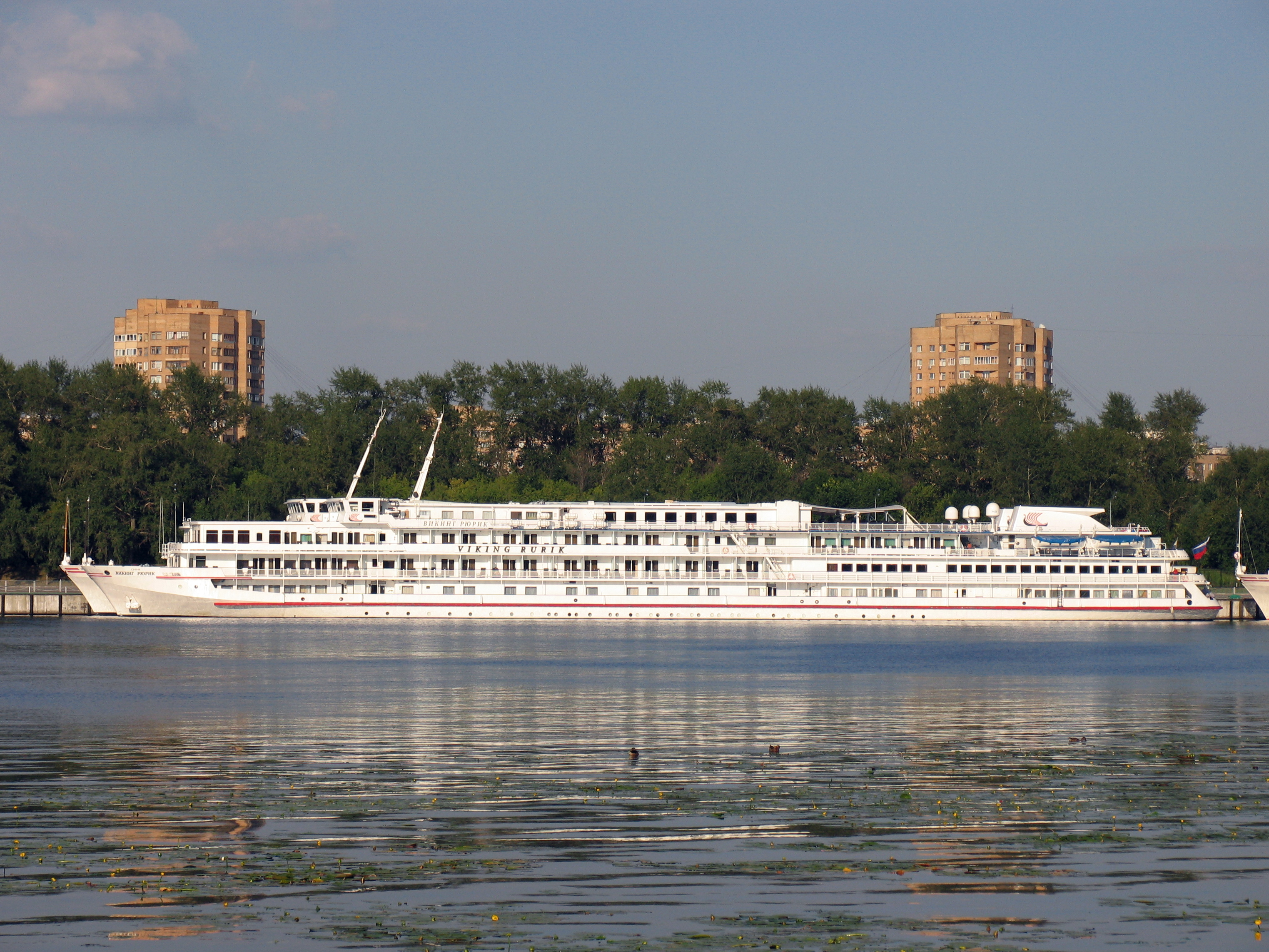
Die Viking Rurik

In Russland betreibt Viking River Cruises die 1987 in Dienst gestellte Viking Truvor, die 1987 in Dienst gestellte Viking Akun, die 1990 in Dienst gestellte Viking Ingvar und die 1984 in Dienst gestellte Viking Helgi. Sie gehören zur Dmitriy-Furmanov-Klasse. Daneben betreibt Viking River Cruises die 1975 in Dienst gestellte Viking Rurik. In der Ukraine wird die Viking Sineus eingesetzt.

### China und Südostasien
In China und Südostasien betreibt Viking River Cruises die Viking Saigon, die speziell für den Einsatz auf Yangtze und Mekong konstruiert wurde.

### Ägypten
In Ägypten setzt Viking River Cruises die Viking Aton, die Viking Osiris, die Viking Ra, sowie die Antares ein